# Food (album)

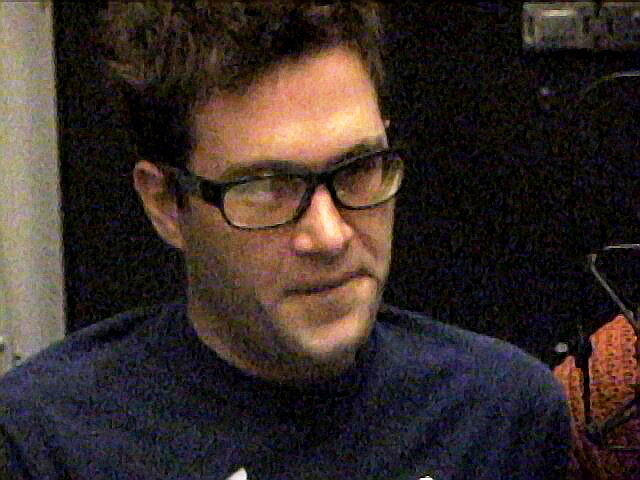
Producent albumu, Dave Sitek.

Food − szósty album studyjny amerykańskiej piosenkarki Kelis, wydany 18 kwietnia 2014 roku.

## Lista utworów
- 1. "Jerk Ribs" − 4:12
- 2. "Breakfast" − 4:20
- 3. "Forever Be" − 3:32
- 4. "Floyd" − 4:59
- 5. "Runnin'" − 4:17
- 6. "Hooch" − 3:29
- 7. "Cobbler" − 3:19
- 8. "Bless the Telephone" − 2:31
- 9. "Friday Fish Fry" − 4:41
- 10. "Change" − 3:42
- 11. "Rumble" − 3:13
- 12. "Biscuits n' Gravy" − 4:23
- 13. "Dreamer" − 3:27

Wydanie japońskie
- 14. "Rumble" (Breach Remix) − 3:23

## Single
- "Jerk Ribs" (wydany 14 lutego 2014);
- "Rumble" (wyd. 11 kwietnia 2014);
- "Friday Fish Fry" (wyd. 14 lipca 2014).

## Pozycje na listach przebojów
| Kraj/region              | Notowanie (2014)      | Wydawca              | Najwyższa pozycja |
| ------------------------ | --------------------- | -------------------- | ----------------- |
| Austria                  | Top 100 Albums        | Ö3 Austria Top 40    | 72                |
| Belgia (Flandria)        | Top 50 Albums         | Ultratop             | 40                |
| Belgia (Region Waloński) | Top 50 Albums         | Ultratop             | 49                |
| Dania                    | Top 40 Albums         | Tracklisten          | 31                |
| Francja                  | Top 200 Albums        | SNEP                 | 145               |
| Holandia                 | Top 100 Albums        | MegaCharts           | 94                |
| Niemcy                   | Top 100 Albums        | Media Control Charts | 81                |
| Stany Zjednoczone        | Billboard 200         | Billboard            | 73                |
| Stany Zjednoczone        | Independent Albums    | Billboard            | 12                |
| Szkocja                  | Top 75 Albums         | OCC                  | 38                |
| Szwajcaria               | Top 100 Albums        | Schweizer Hitparade  | 32                |
| Wielka Brytania          | Top 200 Albums        | OCC                  | 20                |
| Wielka Brytania          | UK Independent Albums | OCC                  | 4                 |
| Wielka Brytania          | UK R&B Albums         | OCC                  | 4                 |